# Damastes coquereli
Damastes coquereli är en spindelart som beskrevs av Simon 1880. Damastes coquereli ingår i släktet Damastes och familjen jättekrabbspindlar.
Artens utbredningsområde är Madagaskar. Utöver nominatformen finns också underarten D. c. affinis.